# Ras al-Aïn (Syrie)
Pour les articles homonymes, voir Ras Al-Aïn.
Ras al-Aïn (en arabe : رأس العين / raʾs al-ʿayn ; en kurde : Serê Kaniyê ; en syriaque : ܪܝܫ ܥܝܢܐ / Rēš ʿAynā ; en turc : Resülayn) est une ville de Syrie, chef-lieu d'un district homonyme dans le gouvernorat de Hassaké. Elle se situe en face de la ville turque de Ceylanpınar, de l'autre côté de la frontière syro-turque.
Sa population est ethniquement mêlée.
La ville se situe à 360 mètres d'altitude sur le Khabour, un affluent de l'Euphrate (rive gauche) qui naît sur le territoire turc, mais dont plus d'une centaine de sources karstiques autour de Ras al-Aïn, parmi lesquelles treize importantes (en partie thermales), alimentent en majorité le cours inférieur. La source la plus fameuse s'appelle ‘Ayn al-Kebrît (ou Nab‘a al-Kebrît), une source chaude.
La ville comptait environ 50 000 habitants en 2010 (Arabes, Kurdes, Arméniens).
En octobre 2019, la ville est assiégée puis occupée par les forces pro-turques de l'Opération Source de paix et demeure par la suite sous contrôle de l’armée turque.

## Toponyme
Les noms de la ville signifient littéralement « tête de la source ».

## Histoire

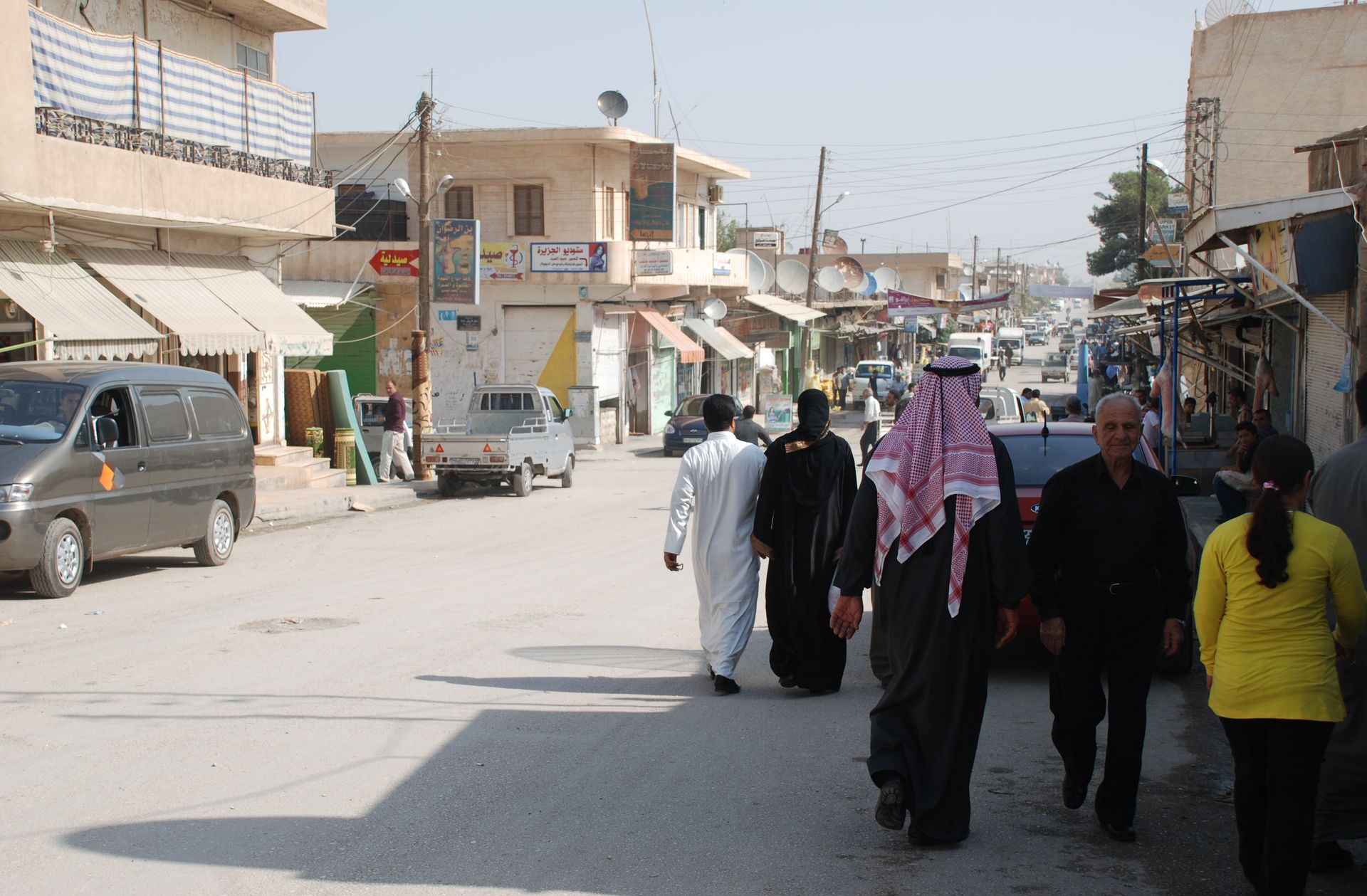
Rue principale.

Juste au sud de la ville se trouve le Tell Fekheryé, près de l'importante source ‘Ayn Malḥa. C'est un site archéologique où a été découverte le 22 février 1979 une statue de style assyrien, datée du IXe siècle av. J.-C., portant une longue inscription bilingue assyro-araméenne. C'est une statue « placée devant [le dieu] Hadad de Sikan » par un dédicant du nom de Hadad-yis‘i, « gouverneur » (en assyrien) ou « roi » (en araméen) de Gouzan. Le Tell Fekheryé était alors le site de la ville de Sikan, et le Tell Khalaf, situé environ deux kilomètres à l'ouest, celui de la ville de Gouzan (ou Gouzana).
Aux époques hellénistique et romaine, la ville, connue sous le nom syriaque de Rēsh ‘Aynā (Reshaina), appartint au royaume d'Osroène. Une bataille opposa les Romains et les Perses près de la ville en 243. En 383, elle reçut le statut de cité (et de siège épiscopal) sous le nom grec de Théodosiopolis, d'après celui de l'empereur romain régnant Théodose Ier. Le général perse Adarmahan détruisit la ville deux fois en 578 et 580.
La ville, appelée par les auteurs arabes ‘Ayn al-Warda (« Source de la Rose ») ou Ra’s al-‘Ayn, fut prise par le musulman ‘Umayr b. Sa‘d en l'an 640 (an 19 de l'Hégire). Une victoire fut remportée à proximité le 6 janvier 685 par l'armée des Omeyyades contre les chiites de Koufa (bataille de ‘Ayn al-Warda).
C'était un centre important de l'Église jacobite qui y avait deux monastères (l'un appelé Beth Tiray et l'autre Spequlos ou Asphulos ou Saphylos). Un synode s'y tint en 684. Le patriarche Jean III y mourut en 873.
La ville fut prise et pillée par le général byzantin Jean Kourkouas en 942. En 1129, l'armée du croisé Josselin de Courtenay s'en empara et massacra une bonne partie des habitants musulmans.
En 1915-1916, la ville et ses environs, lieux de déportation d'Arméniens, furent le théâtre d'épouvantables massacres de civils dans les camps de Ras al-Aïn.
Ras al-Aïn est l'enjeu de violents combats dans le cadre de la guerre civile syrienne. Prise au régime syrien par les rebelles en novembre 2012, elle passe ensuite aux mains des Kurdes du "Rojava" en juillet 2013.
En octobre 2019, elle est le lieu d'une violente bataille entre les forces turques et les Forces démocratique syriennes durant l'Opération Source de paix,.

## Bibliographie

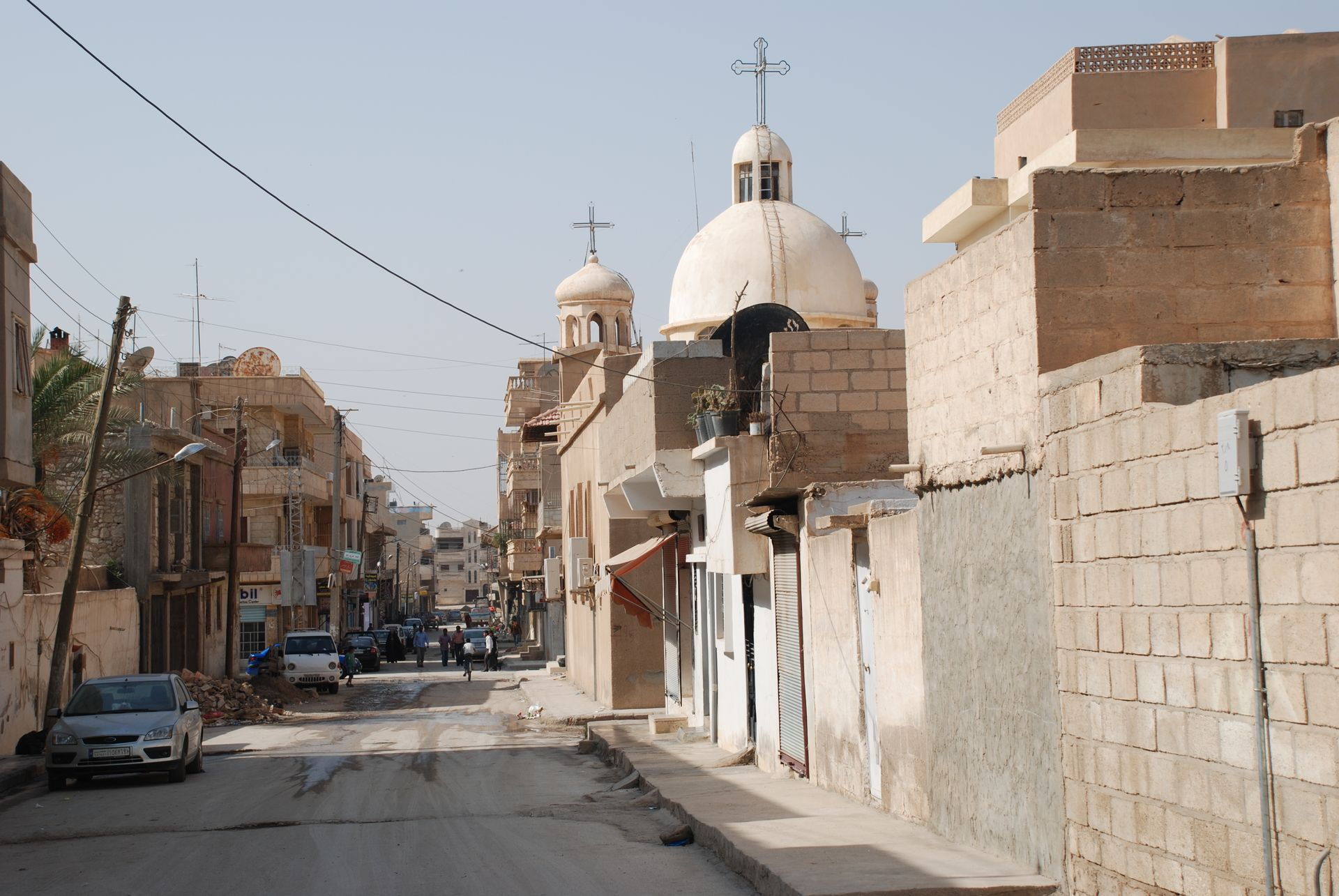
Rue avec une église chrétienne.

## Personnalités liées à la ville
- Serge de Reshaina.
- Omar Souleyman (chanteur, né en 1966).